# Kunjalageri, Virajpet
Kunjalageri là một làng thuộc tehsil Virajpet, huyện Kodagu, bang Karnataka, Ấn Độ.